# 滨海圣斯特凡诺
滨海圣斯特凡诺（義大利語：Santo Stefano al Mare）是意大利因佩里亚省的一个市镇。总面积2.55平方公里，人口2342人，人口密度918.4人/平方公里（2009年）。ISTAT代码为008056。